# Randy Meisner
Randy Meisner (8. března 1946 – 26. července 2023) byl americký zpěvák a baskytarista. V letech 1961 až 1965 byl členem kapely The Dynamics. Později působil ve skupině The Poor, která natočila tři singly s producentem Frazierem Mohawkem. V letech 1968 až 1969 působil v kapele Poco (znovu s ní vystupoval v letech 1988 až 1991). V roce 1971 byl jedním z původních členů kapely Eagles. Tu opustil v roce 1977. Své první sólové album vydal následujícího roku. Později vydal několik dalších alb.